# توليو دي ميلو
توليو دي ميلو (بالبرتغالية: Túlio de Melo‏) (مواليد 31 يناير 1985 في مونتيس كلاروس - البرازيل) لاعب كرة قدم برازيلي يلعب حاليا لصالح نادي الدرجة الأولى ليل الفرنسي منذ 2008 في مركز المهاجم .

## روابط خارجية
- توليو دي ميلو على موقع رابطة كرة القدم اليابانية للمحترفين (اليابانية)
- توليو دي ميلو على موقع قاعدة بيانات كرة القدم.إي يو (الإنجليزية)
- توليو دي ميلو على موقع ليكيب (الفرنسية)
- توليو دي ميلو على موقع Soccerway.com (الإنجليزية)
- توليو دي ميلو على موقع عالم كرة القدم.نت (الإنجليزية)
- توليو دي ميلو على موقع كووورة
- توليو دي ميلو على موقع AS.com (الإسبانية)